# Јахање магараца
Јахање магараца је традиционална карактеристика одмаралишта у Великој Британији. Деци је дозвољено да у летњим месецима за време одмора јашу магарце на пешчаној плажи, док су на одмору, обично вођена у групама у брзом ходу. Обично су магарци некада имали имена на сигурносном појасу како би их могли препознати и деца и родитељи.

## Историја
Јахање магараца доступнo је од 1886. године у Вестон на Меру и од 1895. године у Бридлингтону. Традиција је започела у викторијанско доба, али је сада много мање популарна. Вероватно је да су магарци који су се нудили за јахање првобитно коришћене као теглеће животиње у индустрији кокошки око обале.